# Zagora-Mouresi
Die Gemeinde Zagora-Mouresi (griechisch Ζαγορά-Μουρέσι) auf der griechischen Halbinsel Pilion in der Region Thessalien wurde zum 1. Januar 2011 aus dem Zusammenschluss der 1997 errichteten Stadtgemeinden Zagora und Mouresi gebildet. Diese bilden seither Gemeindebezirke (Ez. gr. dimotiki enotita), die Gemeinden der Zeit vor 1997 bilden einen Stadtbezirk (gr. dimotiki kinotita) und acht Ortsgemeinschaften (gr. topiki kinotita), die eigene Ortsvertretungen wählen.

## Geografie
Zagora-Mouresi befindet sich im Norden der Halbinsel Pilion, am Osthang des Bergs Pilio (Πήλιο), der der Halbinsel den Namen gegeben hat und dessen höchster Gipfel, der Pourianos Stavros (Πουριανός Σταυρός, 1624 m ü. d. M.) sich oberhalb des Dorfes Pouri erhebt. Das Gemeindegebiet fällt nach Osten zum Ägäischen Meer hin relativ steil ab, dennoch gibt es vier längere Sandstrände an der rund 20 km langen Küste. Die nördlich angrenzende Küstengemeinde ist Rigas Fereos, im Süden grenzt Zagora-Mouresi an die Gemeinde Notio Pilio. Am Westhang des Pilio grenzt die Gemeinde Volos an das Stadtgebiet.

## Stadtsiegel
Das Siegel der Gemeinde zeigt einen Kentauren, was auf den Pilio als mythische Heimat dieser Wesen anspielt.

## Gemeindegliederung
Zagora-Mouresi gliedert sich in zwei Gemeindebezirke, die den ehemaligen Gemeinden bis 2011 entsprechen. Diese teilen sich in die folgenden Stadtbezirke bzw. Ortsgemeinschaften und Siedlungen (Einwohnerzahlen aus der Volkszählung 2011):
- Gemeindebezirk Zagora – Δημοτική Ενότητα Ζαγοράς (3.334)
  - Stadtbezirk Zagora – Δημοτική Ενότητα Ζαγοράς (2.251)
    - Zagora (2.074)
    - Analipsi (46)
    - Pourianos Stavros (unbewohnt)
    - Chorefto (131)

  - Ortsgemeinschaft Makryrrachi – Τοπική Ενότητα Μακρυρράχης (658)
    - Makryrrachi (609)
    - Agii Saranda (40)
    - Karavoma (9)

  - Ortsgemeinschaft Pouri – Τοπική Ενότητα Πουρίου (425)
    - Pouri (402)
    - Elitsa (4)
    - Ovrios (19)
- Gemeindebezirk Mouresi (2.475)
  - Ortsgemeinschaft Agios Dimitrios Piliou – Τοπική Ενότητα Αγίου Δημητρίου Πηλίου (422)
    - Agios Dimitrios (243)
    - Agios Ioannis (179)

  - Ortsgemeinschaft Anilio – Τοπική Ενότητα Ανηλίου (382)
    - Anilio (355)
    - Plaka (27)

  - Ortsgemeinschaft Kissos – Τοπική Ενότητα Κισσού (332)
  - Ortsgemeinschaft Mouresi – Τοπική Ενότητα Μουρεσίου (548)
    - Mouresi (485)
    - Agios Ioannis (30)
    - Damouchari (33)

  - Ortsgemeinschaft Xorychti – Τοπική Ενότητα Ξορυχτίου (248)
    - Xorychti (219)
    - Kato Xorychti (29)

  - Ortsgemeinschaft Tsangarada – Τοπική Ενότητα Τσαγκαράδας (543)
    - Tsangarada (525)
    - Mylopotamos (18)